# Aya Jaff

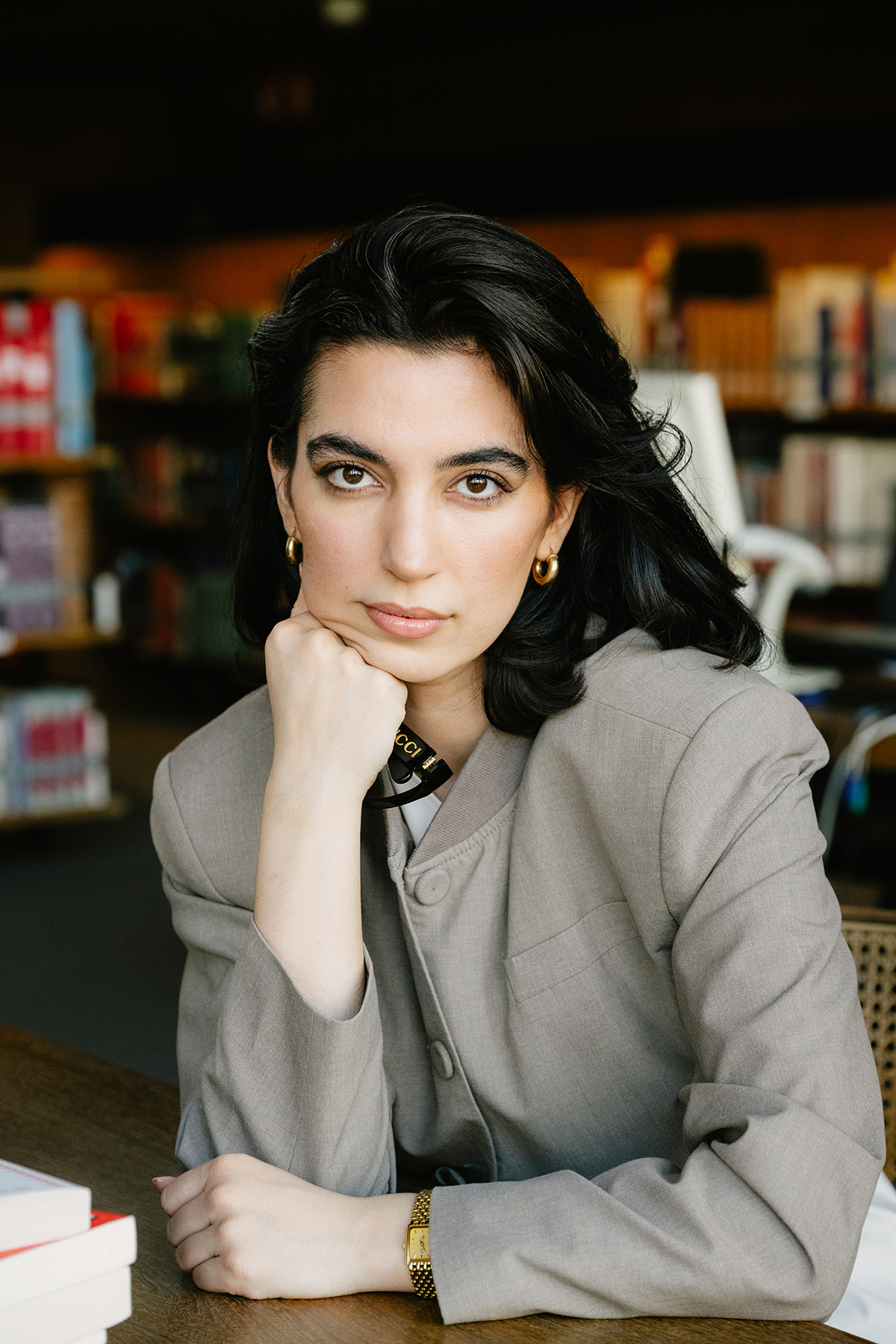
Aya Jaff, 2024

Aya Jaff (* 1995 im Nordirak) ist eine Sachbuchautorin, Unternehmerin und Rednerin. Ihr Themenfokus liegt auf Digitaler Nachhaltigkeit, neuen Technologien und der Generation Z.

## Werdegang
Jaff wurde 1995 in der Autonomen Region Kurdistan im Norden des Iraks geboren. 1998 übersiedelte sie mit ihrer Familie nach Deutschland.
Jaff begann bereits in jungen Jahren zu „traden“ (Aktienhandel) und entwickelte mit einem Team das online Trading-Börsenspiel „Tradity“. Damit wollte sie jungen Menschen ermöglichen, sich mit dem Thema finanzielle Investitionen auseinanderzusetzen und dementsprechend früh Geld zu investieren. Im Anschluss begann sie ein Informatik-Studium. Nach vier Semestern verlor sie jedoch die Motivation dazu und brach das Studium ab. Als einzige Frau bewarb sie sich an der privaten Draper University in Kalifornien für ein Stipendium für Start-Up-Gründer und erhielt dies. Zurück in Deutschland begann sie, Sinologie und Wirtschaftswissenschaft zu studieren, da sie fasziniert von den vielen Innovation aus China war.
2019 listete das Wirtschaftsmagazin Forbes Jaff unter den Top „30 Under 30“ im Bereich „Leadership“. 2020 veröffentlichte Jaff das Sachbuch Money Makers – Wie du die Börse für dich entdecken kannst, in dem sie einem breiten Publikum Anlagestrategien und entsprechende Tipps näher bringt. 2023 untersuchte Jaff in der Serie „How to get rich“ der ARD das Versprechen vom schnellen Geld und erhielt den Preis „Pioneer of the Year“ der Zeitschrift Glamour. Außerdem war sie im selben Jahr Botschafterin einer Yves-Saint-Laurent-Kampagne mit dem Namen „Liebe ohne Gewalt“, in der sie Frauen darüber aufklären möchte, selbst die Kontrolle über ihr Geld zu übernehmen und sich damit ihre eigene Unabhängigkeit zu sichern.
Im Mai 2023 nannte die deutsche Ausgabe des Magazins Cosmopolitan sie „eine der bekanntesten Programmiererinnen Deutschlands“. Eine ähnliche Bezeichnung verwendete Die Zeit in einem Interview vom März 2025.

## Veröffentlichungen
- Aya Jaff: Money Makers. Finanzbuch Verlag 2020. (Online-Ausgabe) ISBN 978-3-96092-027-4.[8]